# Облога Кассандрії
Облога Кассандрії – бойові дії македонського царя Антигона II по оволодінню містом Кассандрія, в якому стався переворот на соціальному підгрунті.

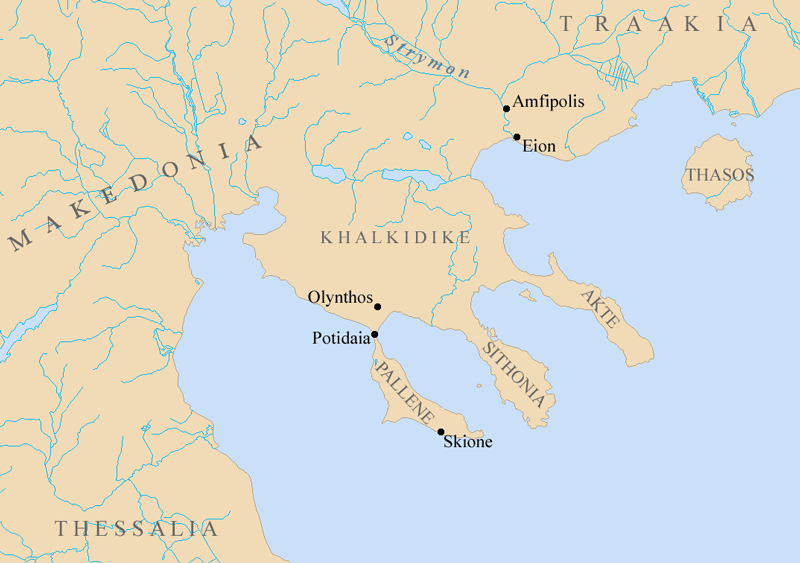
Мапа Півострова Халкідіки із позначеною Кассандрією (Потідеєю)

У 279 р. до н.е. македонський цар Птолемей Керавн загинув у бою з галлами, а його країна зазнала небаченого розорення. Населення ховалось від завойовників за стінами міст, ефективна центральна влада щезла (у відповідності до Діодора, за три роки встигли оголосити себе царями не менше п’яти осіб). В таких умовах у Кассандрії (місто на півострові Халкідіки, засноване на місці зруйнованої Філіппом II Потідеї) до влади прийшов Аполлодор, котрий спирався на бідноту та рабів. Виступаючи на словах затятим ворогом тиранії, він зі своїми найманцями та прибічниками встановив один з найстрашніших тиранічних режимів. Почавши з конфіскації майна багатих, Аполлодор у підсумку забажав від усіх громадян здати золото та срібло.
У 277 р. до н.е. Антигон Гонат (син Деметрія Поліоркета, котрий втратив македонський престол за десять років до того) розбив велике військо галлів біля Лісімахії. Звільнивши цим країну від галльської загрози, він переміг ще одного претендента на престол і затвердився у Македонії. Невдовзі після цього Антигон виступив проти кассандрійського тирана.
Після безрезультатної облоги, яка тягнулась дев’ять місяців, Антигон був вимушений відійти від Кассандрії. Тоді він таємно домовився із ватажком піратів Амінієм про сприяння у захопленні міста. Аміній зав’язав дружні відносини з Аполлодором та пообіцяв останньому посередництво в досягненні згоди з Антигоном. Це, а також відхід македонського царя з околиць Кассандрії, заспокоїло прихильників тирана, котрі стали менш ревно охороняти стіни. Тоді Аміній сховав неподалік від міста дві тисячі воїнів. Група з десяти етолійських піратів непомітно підповзла до мурів та приставила до них драбини, після чого зазначені воїни раптово подолали стіни та опинилась у місті. Тоді ж до Кассандрії підійшов і Антигон з головними силами, котрий таким чином зміг повернути це важливе місто під контроль центральної влади .